# Cannes
Cannes (phát âm /kan/) (tiếng Occitan Provençal: Canas theo dạng cổ hay Cano dạng Mistral; tiếng Occitan Trung cổ viết là Cànoas) là một thành phố của Pháp, là nơi tổ chức Liên hoan phim Cannes hằng năm. Thành phố nằm tại Côte d'Azur thuộc département Alpes-Maritimes. Dân số năm 2004 là 69.700 người.

## Khí hậu
| Dữ liệu khí hậu của Cannes (1981–2010)   | Dữ liệu khí hậu của Cannes (1981–2010) | Dữ liệu khí hậu của Cannes (1981–2010) | Dữ liệu khí hậu của Cannes (1981–2010) | Dữ liệu khí hậu của Cannes (1981–2010) | Dữ liệu khí hậu của Cannes (1981–2010) | Dữ liệu khí hậu của Cannes (1981–2010) | Dữ liệu khí hậu của Cannes (1981–2010) | Dữ liệu khí hậu của Cannes (1981–2010) | Dữ liệu khí hậu của Cannes (1981–2010) | Dữ liệu khí hậu của Cannes (1981–2010) | Dữ liệu khí hậu của Cannes (1981–2010) | Dữ liệu khí hậu của Cannes (1981–2010) | Dữ liệu khí hậu của Cannes (1981–2010) |
| Tháng                                    | 1                                      | 2                                      | 3                                      | 4                                      | 5                                      | 6                                      | 7                                      | 8                                      | 9                                      | 10                                     | 11                                     | 12                                     | Năm                                    |
| ---------------------------------------- | -------------------------------------- | -------------------------------------- | -------------------------------------- | -------------------------------------- | -------------------------------------- | -------------------------------------- | -------------------------------------- | -------------------------------------- | -------------------------------------- | -------------------------------------- | -------------------------------------- | -------------------------------------- | -------------------------------------- |
| Cao kỉ lục °C (°F)                       | 21.9 (71.4)                            | 26.0 (78.8)                            | 24.8 (76.6)                            | 27.6 (81.7)                            | 31.6 (88.9)                            | 34.7 (94.5)                            | 38.0 (100.4)                           | 37.0 (98.6)                            | 35.0 (95.0)                            | 31.0 (87.8)                            | 25.7 (78.3)                            | 23.4 (74.1)                            | 38.0 (100.4)                           |
| Trung bình ngày tối đa °C (°F)           | 13.1 (55.6)                            | 13.5 (56.3)                            | 15.7 (60.3)                            | 17.3 (63.1)                            | 21.0 (69.8)                            | 24.5 (76.1)                            | 27.5 (81.5)                            | 27.8 (82.0)                            | 24.8 (76.6)                            | 20.9 (69.6)                            | 16.7 (62.1)                            | 13.9 (57.0)                            | 19.7 (67.5)                            |
| Trung bình ngày °C (°F)                  | 8.4 (47.1)                             | 8.7 (47.7)                             | 10.8 (51.4)                            | 13.0 (55.4)                            | 16.9 (62.4)                            | 20.5 (68.9)                            | 23.2 (73.8)                            | 23.4 (74.1)                            | 20.2 (68.4)                            | 16.6 (61.9)                            | 12.3 (54.1)                            | 9.2 (48.6)                             | 15.3 (59.5)                            |
| Tối thiểu trung bình ngày °C (°F)        | 3.6 (38.5)                             | 3.9 (39.0)                             | 6.2 (43.2)                             | 8.7 (47.7)                             | 12.8 (55.0)                            | 16.4 (61.5)                            | 18.8 (65.8)                            | 18.8 (65.8)                            | 15.5 (59.9)                            | 12.3 (54.1)                            | 7.8 (46.0)                             | 4.6 (40.3)                             | 10.8 (51.4)                            |
| Thấp kỉ lục °C (°F)                      | −12 (10)                               | −8.6 (16.5)                            | −9.9 (14.2)                            | −0.5 (31.1)                            | 2.3 (36.1)                             | 7.4 (45.3)                             | 8.8 (47.8)                             | 10.5 (50.9)                            | 5.3 (41.5)                             | 0.9 (33.6)                             | −3 (27)                                | −5.6 (21.9)                            | −12 (10)                               |
| Lượng Giáng thủy trung bình mm (inches)  | 76.7 (3.02)                            | 41.9 (1.65)                            | 41.9 (1.65)                            | 72.5 (2.85)                            | 49.4 (1.94)                            | 30.9 (1.22)                            | 16.0 (0.63)                            | 24.6 (0.97)                            | 79.6 (3.13)                            | 120.1 (4.73)                           | 107.0 (4.21)                           | 95.6 (3.76)                            | 756.1 (29.77)                          |
| Số ngày giáng thủy trung bình (≥ 1.0 mm) | 5.80                                   | 4.80                                   | 4.97                                   | 6.53                                   | 5.17                                   | 3.73                                   | 1.83                                   | 2.77                                   | 4.43                                   | 7.03                                   | 7.20                                   | 6.50                                   | 60.77                                  |
| Độ ẩm tương đối trung bình (%)           | 72                                     | 70                                     | 70                                     | 70                                     | 73                                     | 74                                     | 72                                     | 72                                     | 74                                     | 75                                     | 74                                     | 72                                     | 72.3                                   |
| Số giờ nắng trung bình tháng             | 152.3                                  | 175.3                                  | 225.4                                  | 225.3                                  | 265.3                                  | 311.5                                  | 343.2                                  | 316.0                                  | 254.6                                  | 193.5                                  | 148.3                                  | 133.8                                  | 2.749,8                                |
| Nguồn 1: Meteo climat                    |                                        |                                        |                                        |                                        |                                        |                                        |                                        |                                        |                                        |                                        |                                        |                                        |                                        |
| Nguồn 2: Infoclimat.fr (độ ẩm 1961–1990) |                                        |                                        |                                        |                                        |                                        |                                        |                                        |                                        |                                        |                                        |                                        |                                        |                                        |

## Thành phố kết nghĩa
| - - Thành phố kết nghĩa - Royal Borough of Kensington and Chelsea, Vương quốc Anh - Shizuoka City, Shizuoka Prefecture, Nhật Bản - Acapulco, México - Beverly Hills, Mỹ - Khemisset, Maroc - Madrid, Tây Ban Nha | - - Các thành phố ký hiệp ước hữu nghị - Gstaad, Saanen, Thụy Sĩ - Quebec City, Québec, Canada - Tel Aviv, Israel - Florence, Ý - Moskva, Nga - Papeete, Polynésie thuộc Pháp |